# 안세희 (물리학자)
안세희(安世熙, 1928년 4월 22일 ~ 2025년 5월 10일)는 대한민국의 물리학자, 저술가, 교육인이자, 전직 정치인이었다.

## 생애
평안북도 신의주에서 안병규(安炳奎)라는 지역 중농(中農)의 2남 1녀(3남매) 중 차남이자 막내로 출생하였으며 지난날 한때 평안북도 용천에서 잠시 유아기를 보낸 적이 있는 그의 본관(관향)은 순흥(順興)이다.
그는 1945년 3월, 일제강점기 시대 말기 관서 지역에서 고보 졸업 후 같은해 8월 15일, 광복(을유 해방)이 도래하자, 뒤이어 같은해 12월 21일, 친가의 직계가족들과 함께 서울 마포로 월남하였다. 훗날 연세대학교 제9·10대 총장 등을 역임했다.

## 학력
- 연희대학교 물리학과 학사(1951년 2월)
- 연희대학교 대학원 물리학과 이학 석사(1954년 2월)
- 미국 노스웨스턴 대학교 대학원 물리학과 이학박사(1959년 7월)

## 경력
- 1951년 공군 소위 임관(1951년 4월)
- 1953년 공군 중위 진급(1953년 4월)
- 1954년 공군 중위 전역(1954년 8월)
- 1962년 연세대학교 이과대학 교수 ( ~ 1993년)
- 1980년 연세대학교 총장 ( ~ 1988년)
- 1980년 국가보위입법회의 입법의원
- 1988년 민주정의당 당무위원 ( ~ 1989년)
- 1989년 한국물리학회 회장 ( ~ 1991년)
- 1993년 연세대학교 명예교수
- 1997년 대한민국학술원 회원
- 1998년 자유민주연합 고문( ~ 1999년)

## 저서
- 《물리학의 현대적 이해》 (청문각) ISBN 9788970883106

## 직계 가계 및 친인척 관계
백범 김구 전직 대한민국 임시정부 주석 살해범 안두희는 그의 사촌형이다.
- 친조부(親祖父): 안호정(安湖政, 1860년 5월 31일~1911년 6월 27일)
- 친조모(親祖母): 진주 강씨 부인(晉州 姜氏 夫人, 1857년 7월 1일~1916년 7월 24일)
  - 백부(큰아버지): 안병서(安炳緖, 1888년 3월 8일~1941년 2월 21일) - 안병규(부친)의 친형. - 1925년 12월 31일, 부인(백모 안산 김씨)을 상배 후 재혼 없이 수절, 훗날 1941년 2월 21일 하세.
  - 백모(큰어머니): 안산 김씨 부인(安山 金氏 夫人, 1887년 8월 9일~1925년 12월 31일) - 안병서(백부)의 배우자.
    - 사촌 종형: 안태희(安太熙, 1908년 3월 2일~1994년 12월 8일) - 기혼 및 성가
    - 사촌 누나: 안예희(安銳熙, 1913년 8월 23일~1984년 1월 22일) - 기혼 및 출가
    - 사촌 종형: 안두희(安斗熙, 1917년 3월 24일~1996년 10월 23일) - 이혼 후 재혼 및 재차 성가 ... 1953년 12월 28일 월요일, 예비역 육군 소령 강제 예편[3]

  - 부(父): 안병규(安炳奎, 1894년 6월 5일~1949년 4월 5일)
  - 모(母): 수안 이씨 부인(遂安 李氏 夫人, 1892년 3월 14일~1953년 8월 27일) - 1949년 4월 5일, 안병규(아버지)를 상배.
    - 친형: 안상모(安相模, 1912년 5월 2일~1995년 10월 10일) - 기혼 및 성가
    - 누나: 안상희(安相熙, 1915년 10월 13일~1983년 8월 30일) - 기혼 및 출가